# Movimento Sionista Americano
O Movimento Sionista Americano (em inglês American Zionist Movement ou AZM) é a federação que representa grupos e indivíduos sionistas dos Estados Unidos junto à Organização Sionista Mundial. Foi fundada em 1970 como American Zionist Federation (AZF), tendo como membros 11 organizações no país. Em 1993, adotou o nome atual e passou a contar com associados individuais, além das organizações.